# Maria Lucia de Barros Mott
Maria Lúcia de Barros Mott (São Paulo, 16 de dezembro de 1948 — 26 de junho de 2011) foi uma historiadora, escritora e feminista brasileira. 
Desenvolveu, desde a década de 1980, pesquisas sobre a história da saúde, em especial a dos partos no Brasil. Foi precursora dos estudos de gênero no país, tendo publicado o livro "Submissão e resistência, a mulher na luta contra a escravidão" pela Editora Contexto, em 1992.

## Biografia
Maria Lucia nasceu na capital paulista, em 1948. Era a oitava filha da escritora Odette de Barros Mott com Leo Mott. Aos 19 anos, em 1968, ingressou no curso de História da Universidade de São Paulo (USP). Tinha muito contato com artistas que trabalhavam na Praça da República, onde fazia cerâmica, pintava quadros, identificando-se com a geração hippie e a ideologia de contracultura.
Sem ter certeza de que estava no curso certo, Maria Lucia suspendeu a graduação e viajou pela França por cerca de um ano, depois nos Estados Unidos por mais um ano. Nestes países fez vários cursos relacionados à cultura negra. Retornou ao Brasil apenas para embarcar novamente rumo à Inglaterra e depois para a Índia. Nessas indas e vindas concluiu sua graduação. Em 1976, foi trabalhar na Fundação Carlos Chagas (FCC). Nesta época ela começou a definir-se como feminista e como pesquisadora.
| “ | Sempre vi a pesquisa como uma forma de militância política. | ” |

Nestes primeiros anos, Maria Lucia entrou no jornal Mulherio. Em 1979 graduou-se em história pela Universidade de São Paulo. Entre 1988 e 1998 realizou um doutorado em história social na USP, sob o título Parto, parteiras e parturientes no século XIX: Mme. Durocher e sua época, com orientação da professora Maria Odila da Silva Dias.

## Carreira
Maria Lucia participou da Junta Editorial de Estudos Feministas (do Rio de Janeiro) desde seu primeiro número (em 1992), durante todo o período em que a revista foi editada por CIEC/ECO/Universidade Federal do Rio de Janeiro (UFRJ) (até fins de 1994). Foi responsável por organizar o dossiê Parto da revista Estudos Feministas (volume 10, n.º 2, 2002), na qual apresentou seu artigo Bibliografia comentada sobre assistência ao parto no Brasil, 1972-2002.
Em 1994 participou no I COBEON como palestrante: "Ser parteira: a representação de uma profissão." Desenvolveu o projeto de pós-doutorado: "Caminhos cruzados: os cursos para formação de parteiras e enfermeiras em São Paulo, 1890-1971", que a manteve em intensa e frutífera colaboração com docentes de enfermaria obstétrica e de história da enfermeria dos pós-graduados da EEUSP.
Com imensa generosidade, não pensava duas vezes em oferecer ou conceder dados por ela colhidos e pôr à disposição artigos e textos. Incentivou a elaboração de trabalhos baseados em textos publicados nos periódicos da época, em testemunhos de pessoas que havian vivido o, ou trabalhado no, campo da assistência ao parto, i.e. não só nos livros e outros documentos que a maioria dos estudiosos consideravam mais sérios.
Maria Lucia Mott, como ela era mais conhecida, resgatou em sua tese defendida em 1998, a trajetória da primeira parteira no Brasil: Madame Durocher. Sua tese e outros trabalhos sobre o tema a ser essenciais para aqueles que quisessem dedicar-se ao estudo das artes do parto no Brasil. Seus estudos estão relacionados com as histórias das políticas públicas, institucionais e profissionais da saúde, filantropia, gênero, história da saúde e da memória. Escreveu a biografia de Pérola Byington, de cuja filha era amiga, o que lhe permitu um acesso privilegiado ao arquivo familiar.
Entre 1999 e 2000 recebeu uma bolsa da Universidade de São Paulo para realizar estágio de pós-doutorado sobre a tese Destinos cruzados: os cursos para formação de parteiras e enfermeiras em São Paulo (1898-1971). Se destaca sua exposição iconográfica sobre A história da maternidade: uma visão do Século XIX", proferido na Conferência Internacional sobre a Humanização do Parto e do Nascimento (realizado em Fortaleza no ano 2000).
Coordenou a equipe do projeto Memórias de nascimento: parteiras e a atenção do parto na cidade de São Paulo (1930-1980). Estes resultados estão disponíveis na página web do Centro Histórico Cultural da Enfermagem Ibero-Americana (EEUSP)'; são documentos sobre a atenção ao parto e entrevistas realizadas com obstetras, parteiras e enfermeiras obstétricas; coleção de recortes de jornais sobre o Serviço Obstétrico Domiciliar e bibliografia comentada sobre as parteiras e a atenção obstétrica.
Em 2005, em Portugal, concedeu a palestra "Parteiras: o outro lado da profissão. Seus argumentos incentivaram ao presidente da Associação Portuguesa de Enfermeiros a estudar esta temática, o que resultou no livro Comadres e matronas: contributo para a História das Parteiras em Portugal (séculos XIII-XIX), que foi publicado em maio de 2011. Esse livro chegou ao Brasil depois de sua morte.
Entre 2006 e 2008, recebeu uma bolsa de estudos do Instituto de Saúde do Estado de São Paulo para pesquisar a respeito do núcleo de documentação e informação em saúde coletiva da Biblioteca do Instituto de Saúde. A partir de 2007, coordenou a equipe de São Paulo da Rede Brasil de Patrimônio Cultural da Saúde, dirigido pela Casa de Oswaldo Cruz. Nesta rede ela conduziu um levantamento das instituições de saúde de São Paulo desde o período colonial até os anos cinquenta; ao mesmo tempo que organizou documentação sobre este tema. Trabalhou na organização do livro História da Saúde em São Paulo: instituições e patrimônio arquitetônico, da coleção História e Patrimônio da Saúde, publicado em outubro de 2011, após sua morte.
Com sua equipe escreveu vários artigos, como Moças e senhoras dentistas: formação, titulação e mercado de trabalho nas primeiras décadas da República, publicado em Historia, Ciências, Saúde-Manguinhos (volume 15, 2008) e Médicos e médicas em São Paulo e os livros de registros do Serviço de Fiscalização do Exercício Profissional (1892-1932),  publicado em Ciência & Saúde Coletiva (volume 13, 2008).
Em seus últimos anos Mott foi pesquisadora do Instituto Butantan (ligado à Secretaria da Saúde do Estado de São Paulo). Coordenou pesquisas, publicou artigos científicos, realizou conferências e participou de eventos ligados à história das políticas, instituições e profissionais da saúde. Dentro de sua produção científica ela teve publicações nos Estados Unidos, França e Portugal. Sua atuação, seus escritos e seu legado como um todo são indispensáveis para a história da obstetrícia e da enfermaria obstétrica, especialmente de São Paulo.
Casou-se com o historiador José Inácio de Melo Souza, com quem teve uma filha, chamada Veridiana.

## Morte
Ela teria finalizado seu último trabalho, ao qual dedicou os últimos quatro anos de sua vida: um livro sobre a história dos hospitais de São Paulo. Porém, em 2010 foi diagnosticada com câncer do pulmão, do qual veio a morrer em São Paulo no dia 26 de junho de 2011, aos 62 anos de idade.

## Obras
- Esclavitud en femenino[9]
- Madame Durocher, modista e parteira. Estudos Feministas, Rio de Janeiro, vol. 2, n° 3, 1° semestre 1994, pp. 101–116.
- No tempo das missões. Editora Scipione.[10]
- O gesto que salva: Pérola Byington e a Cruzada Pró-Infância, 188 páginas, 2005. ISBN: 8598953024.[11]
- O romance de Ana Durocher. Editora Siciliano, 1995. 220 páginas.[12]
- Submissão e resistência: a mulher na luta contra a escravidão. São Paulo: Contexto (coleção Repensando a História),[13] 1988.[14]

### Artigos
- «A criança escrava na literatura de viagens», artigo na revista Cadernos de pesquisa (Fundação Carlos Chagas), n.º 31, páginas. 57-68, 1979.[15]
- «A parteira ignorante: um erro de diagnóstico médico?», artigo na revista Estudos Feministas, volume 7, n.º 1. Florianópolis, 1999. ISSN 0104-026x.[16]
- «Ser mãe: a escrava em face do aborto e do infanticídio», artigo na Revista de História (Nova Série), Nº. 120, páginas 85-96, Janeiro-Julho 1989.[17]
- «História de uma romancista corajosa», artigo na revista Do Leitura, São Paulo, 10(112), página 8, setembro de 1991.